# Krzysztof Gierat
Krzysztof Gierat (ur. 1955) – polski działacz kulturalny, z wykształcenia filmoznawca. Współtwórca Festiwalu Kultury Żydowskiej w Krakowie, dyrektor Krakowskiego Festiwalu Filmowego, do 2021 roku prezes Krakowskiej Fundacji Filmowej, inicjator Festiwalu Filmu Niemego. W latach 1993–1994 wiceprezydent Krakowa. Członek Polskiej Akademii Filmowej oraz Europejskiej Akademii Filmowej.

## Życiorys
Ukończył studia na Wydziale Filologii Polskiej Uniwersytetu Jagiellońskiego oraz  studia doktoranckie w dziedzinie antropologii filmu. W młodości był przez pewien okres kierownikiem krakowskiego Kina Mikro. W 1990 roku założył Centrum Filmowe Graffiti. Jest inicjatorem i współtwórcą Festiwalu Kultury Żydowskiej. Od 2000 roku jest także dyrektorem artystycznym Krakowskiego Festiwalu Filmowego. W latach 2005–2008 członek Rady Polskiego Instytutu Sztuki Filmowej, w latach 2007–2009 prezes Fundacji „Film Polski”. W roli koproducenta pracował przy takich filmach, jak Glass Lips, Jasminum i Statyści. W 2025 ukazała się książka Skazany na kino. Krzysztof Gierat w rozmowie z Ewą Ziemblą nakładem wydawnictwa Austeria.

## Wyróżnienia
Gierat był niejednokrotnie nagradzany za swoją działalność na rzecz rozwoju kultury. Jest laureatem nagrody im. Wyspiańskiego, nagrody miesięcznika „Kino”, czy nagrody Przewodniczącego Komitetu kinematografii Laterna Magica. Za Festiwal Kultury Żydowskiej w 2003 roku został wyróżniony honorową nagrodą „Kowadła” Krakowskiego Stowarzyszenia Kuźnica, a w 2004 roku Statuetką Felka. W 2005 został odznaczony Srebrnym Medalem „Zasłużony Kulturze Gloria Artis”. W 2020 otrzymał Nagrodę Miasta Krakowa. W 2025 został oznaczony Złotym Medalem "Zasłużony Kulturze Gloria Artis". W 2025 roku Rada Miasta Sucha Beskidzka nadała Krzysztofowi Gieratowi tytuł Honorowego Obywatela Miasta Sucha Beskidzka.